# ニコラ・バクリ
ニコラ・バクリ（Nicolas Bacri，1961年11月23日 - ）は、フランスの作曲家。

## 生涯
1961年11月23日パリ生まれ。はじめピアノを学び，1975年からフランソワーズ・レヴェチン=ガングロフ（en:Françoise Levechin-Gangloff）及びクリスチャン・マナン（en:Christian Manen）に，1979年からルイ・サゲ（en:Louis Saguer）に解釈法，和声法および作曲法を師事。1980年にパリ高等音楽学校へ進んでクロード・バリフ（en:Claude Ballif），マリユス・コンスタン，セルジュ・ニグ，ミシェル・フィリポ（en:Michel Philippot）に師事。1983年に作曲法科で一等を得た。在学中，1982年には仏文化省の委嘱を受け弦楽四重奏曲二番を作曲。翌年にはリヨン音楽院の委託でセレナード二番を作曲するなど早くから評価された。1983年にローマ大賞を獲得し，1985年までヴィラ・メディチに留学。その後も仏文化省（夜想曲：1985年：ヴィタとモル：1992年），仏国営放送（クラリネット協奏曲：1986年，５つのモテット：1998年），仏国立管弦楽団（カンタータ第４番：1995年）などの委嘱を受け作曲活動を展開。

## 受賞歴
4度のSACEM賞（fr:Grand prix Sacem, 1987年，1992年，1995年，2006年）受賞や仏芸術院ピエール・カルダン賞（1994年）など豊富な受賞歴を誇る。1993年にエトセトラ社（en:Etcetera Records）から出た作品集で仏新アカデミー・ディスク（la Nouvelle Académie du Disque）大賞。

## 作品について
1995年から翌年に掛けて，仏交響楽団の客員作曲家，1995年から1998年までピカルディ管弦楽団（fr:Orchestre de Picardie）付の招聘作曲家。作風はアンドレ・ジョリヴェやコンスタンの影響が強い。